# Abu Abdullah Zandschani
Abu Abdullah Zandschani (anhörenⓘ persisch ابوعبدالله زنجانی‎; * 15. Dezember 1891 in Zandschan; † 2. Juli 1941) war ein iranischer schiitischer Rechtsgelehrter, Koranwissenschaftler und Autor. Er lehrte an der Theologischen Hochschule in Teheran.
Er ist der Autor einer Geschichte des Korans (Tārīkh al-Qurʾān), die als die erste unabhängige Arbeit  über die Geschichte des Korans von einem muslimischen Gelehrten gilt. Sie erschien zuerst 1935 in Kairo auf Arabisch und wurde auch ins Deutsche übersetzt. Sie beruht hauptsächlich auf sunnitischen Quellen. Ins Persische wurde das Werk von Abu al-Qasim Sahab übersetzt.

## Werke (Auswahl)
- Geschichte des Korans (b);  (englisch)